# Капустюк, Павел Анатольевич
Павел Анатольевич Капустюк (род. 4 октября 1975, Южно-Сахалинск) — начальник Уральского юридического института МВД России, генерал-майор полиции, кандидат экономических наук.

## Биография
Павел Анатольевич Капустюк родился 4 октября 1975 года в Южно-Сахалинске.
С 1 сентября 1992 приступил к работе в органах внутренних дел.
В 1998 году Капустюк закончил Восточно-Сибирский институт МВД РФ по специальности «Пожарная безопасность».
В 2004 году Павел Анатольевич окончил 4 факультет Академии управления МВД РФ по специальности «Юриспруденция», получив квалификацию юриста.
В 2007 году окончил факультет подготовки научно-педагогических кадров Академии управления МВД РФ
В 2007 Капустюк защитил диссертацию на соискание ученой степени кандидата экономических наук по теме: Программно-целевой подход в управлении финансированием деятельности органов внутренних дел: на материалах ГУВД Иркутской области. Специальность: 08.00.05
В октябре 2007 года Капустюк был назначен на должность начальника отдела профессиональной подготовки управления кадров ГУВД по Иркутской области.
В 2009 года Павел Анатольевич был назначен на должность начальника Южно-Сахалинского филиала Дальневосточного юридического института Министерства внутренних дел Российской Федерации.
В январе 2012 года Капустюк был переведен на должность начальника факультета повышения квалификации Владивостокского филиала Дальневосточного юридического института Министерства внутренних дел Российской Федерации.
28 апреля 2012 года был назначен заместителем начальника института по научной работе Восточно-Сибирского института Министерства внутренних дел Российской Федерации.
31 июля 2017 года приказом МВД России Павел Анатольевич Капустюк был назначен на должность начальника Восточно-Сибирского института Министерства внутренних дел Российской Федерации.